# Франц Беме
Франц Беме (нім. Franz Böhme; нар. 15 квітня 1885, Цельтвег, Штирійське герцогство — пом. 29 травня 1947, Нюрнберг) — австрійський та німецький воєначальник часів Третього Рейху, генерал гірсько-піхотних військ (1944) Вермахту. Кавалер Лицарського хреста Залізного хреста (1940).

## Біографія
У 18 років залишився сиротою після смерті матері (батько помер роком раніше) і почав офіцерську кар'єру в імператорській і королівській армії.
Під час Першої світової війни служив в 1914/16 роках в Галичині, в 1917 році на Волині, в Курляндії і Дінабурзі, і в 1917/18 роках на Ізонцовському фронті.
Перед аншлюсом очолював австрійську військову розвідку, бувши генерал-майором Генерального штабу. Відповідно до 8-го пункту німецько-австрійської Берхтесгаденської угоди від 12 лютого 1938 був призначений 17 лютого начальником Генерального штабу, змінивши на цій посаді фельдмаршал-лейтенанта Альфреда Янзу, який був одним із головних супротивників аншлюсу.
Після початку Другої світової війни командував 32-ю піхотною дивізією, яка брала участь у польській і французькій кампаніях. Восени 1940 призначений командиром 18-го гірського корпусу, який узяв участь у Балканській кампанії.
З 16 вересня по 2 грудня 1941 року був уповноваженим командиром корпусу в Сербії, при цьому з 9 жовтня також виконував обов'язки командувача в Сербії. Гітлер доручив Беме найрішучішим чином відновити довготривалий порядок на всій території. Згідно з наказом Беме, всі комуністи, підозрілі жителі чоловічої статі, всі без винятку євреї, а також демократично і націоналістично налаштовані жителі підлягали арешту як заручники. За кожного вбитого німецького солдата слід розстрілювати 100 заручників, за кожного пораненого — 50. На підставі даного наказу восени пройшли масові розстріли сербів, сербських євреїв і циган.
У містах Кралєво і Крагуєваць підрозділи 717-ї піхотної дивізії після запеклих артилерійських боїв із партизанами і четниками з місцевого населення вбили протягом декількох днів понад 4000 жителів. У грудні 1941 року Беме був відкликаний із Сербії. За час його командування в Сербії було вбито 3562 партизани. Втрати вермахту склали 160 убитих і 278 поранених німецьких солдатів. Німецькими солдатами були розстріляні від 20 до 30 тисяч цивільних осіб.
У червні-липні 1944 року на посаді командувача 2-ї танкової армії, розташованої в Югославії, був також головнокомандувачем усіх німецьких військ у Югославії. В цей період отримав поранення в результаті авіакатастрофи.
З 8 січня 1945 року — головнокомандувач збройних сил у Норвегії і командувач 20-ї гірської армії. На цій посаді був узятий у полон після капітуляції Німеччини. У 1946 році перебував у таборі для військовополонених № 198 біля міста Брідженд. Потім був доставлений у Нюрнберг, де 13 травня 1947 року розпочався процес над генералами, які воювали на Південно-Східному фронті. Не чекаючи кінця процесу і екстрадиції до Югославії, 29 травня Беме викинувся з вікна своєї одиночної камери, розташованої на четвертому поверсі. Похований у Граці на цвинтарі святого Леонарда.

## Нагороди
Військова кар'єра
- 18 серпня 1904 — кадет
- 1 листопада 1905 — лейтенант
- 1 листопада 1911 — оберлейтенант
- 1 травня 1915 — гауптман
- 1 липня 1920 — майор
- 30 грудня 1926 — оберстлейтенант
- 25 вересня 1929 — оберст
- 24 грудня 1935 — генерал-майор
- 1 червня 1939 — генерал-лейтенант
- 1 серпня 1940 — генерал від інфантерії
- 23 березня 1944 — генерал гірсько-піхотних військ

- Ювілейний хрест (2 грудня 1908)

### Перша світова війна
- Орден Залізної Корони 3-го класу з військовою відзнакою і мечами
- Хрест «За військові заслуги» (Австро-Угорщина) 3-го класу з військовою відзнакою і мечами
- Бронзова та срібна медаль «За військові заслуги» (Австро-Угорщина) з мечами
- Військовий Хрест Карла
- Залізний хрест
  - 2-го класу (1916)
  - 1-го класу (12 червня 1917)

### Міжвоєнний період
- Пам'ятна військова медаль (Австрія) з мечами (19 червня 1933)
- Золотий почесний знак «За заслуги перед Австрійською Республікою» (23 грудня 1933)
- Орден Заслуг (Угорщина), командорський хрест (1936)
- Хрест «За вислугу років» (Австрія) 2-го класу для офіцерів (1937)
- Орден Корони Італії, великий офіцерський хрест (21 лютого 1938)
- Пам'ятна військова медаль (Угорщина) з мечами
- Почесний хрест ветерана війни з мечами

### Друга світова війна
- Застібка до Залізного хреста
  - 2-го класу (12 вересня 1939)
  - 1-го класу (25 вересня 1939)
- Лицарський хрест Залізного хреста (29 червня 1940)
- Орден «За військові заслуги» (Болгарія), великий хрест з військовою відзнакою (8 серпня 1941)
- Орден Заслуг (Угорщина), командорський хрест із зіркою і мечами (19 червня 1942)
- Орден Хреста Свободи 1-го класу з дубовим листям і мечами (Фінляндія) (13 травня 1943)
- Німецький хрест в золоті (10 лютого 1944)